# Strada provinciale 263 ex SS 105 di Castrovillari
La strada provinciale 263 ex SS 105 di Castrovillari collega l'alto e medio Tirreno Cosentino ai comuni dell'Esaro e del Pollino e infine alla Sibaritide.

## Descrizione
Inizia a Belvedere Marittimo e si immette nella strada statale 92 dell'Appennino Meridionale a Francavilla Marittima per poi raggiungere lo scalo di Villapiana. Il suo percorso, estremamente stretto ed angusto, caratterizzato da continui tornanti e strettoie, risulta estremamente tortuoso, con una velocità media che, specie nel tratto Belvedere-San Sosti, non raggiunge i 45 km/h.
L'arteria, partendo dalla costa tirrenica, raggiunge Sant'Agata di Esaro attraverso il passo dello Scalone (740 m), prosegue attraverso il centro di San Sosti, continuando il suo percorso nei comuni di San Donato di Ninea, Acquaformosa, Lungro, Firmo, Saracena e da qui raggiunge Castrovillari dove condivide per un breve tratto il suo percorso con la strada statale 19 delle Calabrie. Prosegue verso la costa ionica sino a Francavilla dove si immette nella SS 92.
Attualmente esiste un progetto che prevede l'ammodernamento dell'arteria. Tuttavia sembra che lo stesso sia stato messo da parte in quanto risulterebbe poco utile ristrutturare il vecchio tracciato ma sarebbe necessario realizzarne uno nuovo a scorrimento. Tale opera sarebbe di interesse soprattutto per gli utenti santagatesi, i quali sono costretti ad utilizzare l'inadeguato tracciato della vecchia 105 per raggiungere sia il Tirreno che gli altri comuni dell'Esaro, della Sibaritide, nonché il capoluogo Cosenza.